# Regions de Xile
Les regions de Xile són la divisió administrativa de primer nivell de la República de Xile. La situació actual fixa la divisió administrativa del país en setze regions, les quals es subdivideixen en 56 províncies i aquestes en 346 comunes. Al capdavant del govern de cada regió hi ha un intendent que és nomenat pel President de la República.

## Origen i evolució

Les regions, amb l'identificador

Les regions foren creades per decret llei l'any 1974, substituint la divisió antiga en províncies. En principi, les regions eren 13, identificades per una xifra romana de l’I al XII, de Nord a Sud del país i la tretzena corresponia a la Regió Metropolitana de Santiago, amb l'identificatiu RM. La Constitució de 1980 consolidà aquesta divisió en el seu article 45è. El 2005 es va introduir una esmena al text constitucional, eliminant l'esment al nombre de 13 regions, per a possibilitar, si calgués, la variació del total de regions sense haver de reformar la carta magna. Així doncs, el 2007 es crearen dues noves regions a les que s'assignà la identificació XIV i XV però sense obeir el criteri geogràfic inicial. Actualment el sistema numèric ha quedat en desús.

## Llista de regions
| Regió                           | Superfície (km²) | Capital      |
| ------------------------------- | ---------------- | ------------ |
| Arica i Parinacota              | 16.899           | Arica        |
| Tarapacá                        | 41.800           | Iquique      |
| Antofagasta                     | 126.049          | Antofagasta  |
| Atacama                         | 75.176           | Copiapó      |
| Coquimbo                        | 40.580           | La Serena    |
| Valparaíso                      | 16.396           | Valparaíso   |
| Regió Metropolitana de Santiago | 15.403           | Santiago     |
| O'Higgins                       | 16.387           | Rancagua     |
| Maule                           | 30.296           | Talca        |
| Ñuble                           | 13.178           | Chillán      |
| Bío-Bío                         | 23.890           | Concepción   |
| L'Araucanía                     | 31.842           | Temuco       |
| Los Ríos                        | 18.430           | Valdivia     |
| Los Lagos                       | 48.585           | Puerto Montt |
| Aysén                           | 108.494          | Coyhaique    |
| Magallanes i l'Antàrtica Xilena | 132.297          | Punta Arenas |